# Kryptopterus cryptopterus
Kryptopterus cryptopterus е вид риба от род Kryptopterus. Различава се от останалите представители (с изкючение на новоотделения вид Kryptopterus geminus) по почти плоския дорзален профил, в който липсва вдлъбнатина зад главата. Индивидите от този вид израстват на дължина до 14,6 cm.
Тази характерна по форма полупрозрачна риба е открита във водите край Малайския полуостров, островите Борнео и Суматра. Екземпляри, откривани в Камбоджа, Лаос, Тайланд и Виетнам, някога причислявани към същия вид, днес са обособени в отделен вид K. geminus. Видът K. cryptopterus може да бъде разграничен от този близък родствен представител по по-широката си глава, по-тясната муцуна, по-късата анална перка и много по-вентрално разположените очи.